# جهل به قانون
جهل به قانون یا جهل به حکم در فقه و حقوق اسلامی به معنای بی‌اطلاعی از قانونی است که منتشر شده و موعد اجرای آن سپری شده است. پس از انتشار قانون، فرض ظاهر بر این است که همه از آن آگاه شده‌اند و قانون‌گذار در موارد معدود خلاف این امر را می‌پذیرد. در حقوق ایران قاعده‌های بسیاری در این‌باره وجود دارد که از مهم‌ترین آنها می‌توان به قاعده «جهل به حکم رفع تکلیف نمی‌کند» ویا «جهل به قانون رافع مسئولیت نمی‌باشد» اشاره کرد.

## اثبات ادعای جهل به قانون
در موارد معدودی که ادعای جهل به قانون پذیرفته می‌شود، مدعی باید ادعای خود را در دادگاه صالحه مطابق اصول و به همراه اقامه دلیل به اثبات برساند.